# Fernando Teles de Faro
Fernando (ou Fernão) Teles de Faro da Silva, nascido em Lisboa e falecido na Flandres em 1670, 2.º senhor da Lamorosa e 16º morgado do Carvalho, que fez parte do grupo de Quarenta conjurados que colocou D. João IV de Portugal no trono do Império Português.
Foi como embaixador para a Holanda, onde passou para o serviço do rei de Castela (1658-1659), abandonando a causa brigantina, “formando della afectadas queyxas", pelo que foi agraciado com o título de Conde de Arada.
Obtinha o rendimento da barca da passagem de Escaroupim, da qual era proprietário.

## Biografia
Partiu com seu pai, no ano de 1614, para a Praça de Mazagão no exercício da armas. da qual sendo transferido para a de Ceuta onde ocupou o lugar de Governador até lhe suceder D. Francisco de Almeida.
Depois passou para a Flandres em cujas campanhas deixou perpetuada a sua memoria.
Restituído a Portugal ao tempo que tinha aclamado o Duque de Bragança D. João, continuou no exercício da Guerra da Restauração sendo Capitão de Cavalos na Província do Alentejo, e depois Governador de Campo-Maior, no ano de 1647, e por fim Mestre de Campo do Terço da Armada, que navegou ao Brasil para expulsar os Holandeses dos seus domínios.
A Rainha Regente Dona Luiza Francisca de Gusmão o nomeou "em o ano de 1659, Embaixador aos Estados Geraes para ajustar as pazes com esta Coroa, em cuja negociaçaõ esquecido das obrigaçoens do sangue, que lhe animava as veyas, e da fidelidade jurada ao seu verdadeiro Principe, entregou com eterna injuria do seu nome a Embaixada ao Ministro de Castella, por cuja infame perfidia foy degollado em estatua, que reduzio a cinzas o fogo, confiscados os seus bens, e arrazadas as cazas de sua habitaçaõ, onde se collocou hum padraõ para eterna memoria de taõ feyo delicto. Tanto que conheceo que em Portugal se tinha penetrado o seu designio se retirou para a Flandes com o titulo de Conde de Arada, que em premio da sua perfidia lhe dera Filippe IV. e continuando a servir nos exercitos de Flandes, falleceo no anno de 1670".

## Obras
Publicouː
- «Manifesto em que pertende justificar as causas de sua perfídia». Saiu impresso como afirma Menezes Portugal Restaurado, part. 2. pág. 272.

- «Arbol Genealogico, y resumen breve de la varonia de Fernan Teles de Faro». Madrid por Diogo Dias de la Carrera 1661.[1]

## Dados genealógicos
Filho de Brás Teles de Meneses, senhor da Vila de Lamarosa, comendador de Nossa Senhora de Campanhã, e São Romão de Mouris da Ordem de Cristo, capitão general de Mazagão e Ceuta, e  de Dona Catarina Maria de Faro sua terceira mulher, filha herdeira de D. Fernando de Faro Henriques, senhor de Barbacena, comendador de Santa Maria de Almendra, e de Dona Joana de Gusmão, filha de Álvaro de Carvalho, senhor de Carvalho.
Foi casado com D. Catarina de Noronha ou Dona Mariana de Noronha, filha herdeira de Cristóvão Soares, Comendador de São Cosme e São Damião de Ázere e São Pedro de Merelim da Ordem de Cristo, do Conselho de Filipe III de Espanha e Filipe IV de Espanha, e seu Secretario de Estado de Portugal, e de Dona Catarina de Noronha, filha de Dom Francisco Pereira, Comendador do Pinheiro.
Teve somente a Braz Teles de Meneses e Faro, que casando com Dona Antónia Margarida de Castelo-Branco, de quem teve a Manuel Teles de Menezes, se recolheu na Ordem da Terceira Ordem de São Francisco, onde piamente morreu.
Era cunhado de Rui de Figueiredo de Alarcão por suas mulheres, de apelido Noronha, serem irmãs. E, veio a ser padrinho de Pedro de Figueiredo de Alarcão, filho do segundo casamento de do primeiro.